# Sagittalata bitschi
Sagittalata bitschi is een insect uit de familie van de Mantispidae, die tot de orde netvleugeligen (Neuroptera) behoort. 
Sagittalata bitschi is voor het eerst wetenschappelijk beschreven door Poivre in 1982.